# Igreja de São Clemente (Moscou)

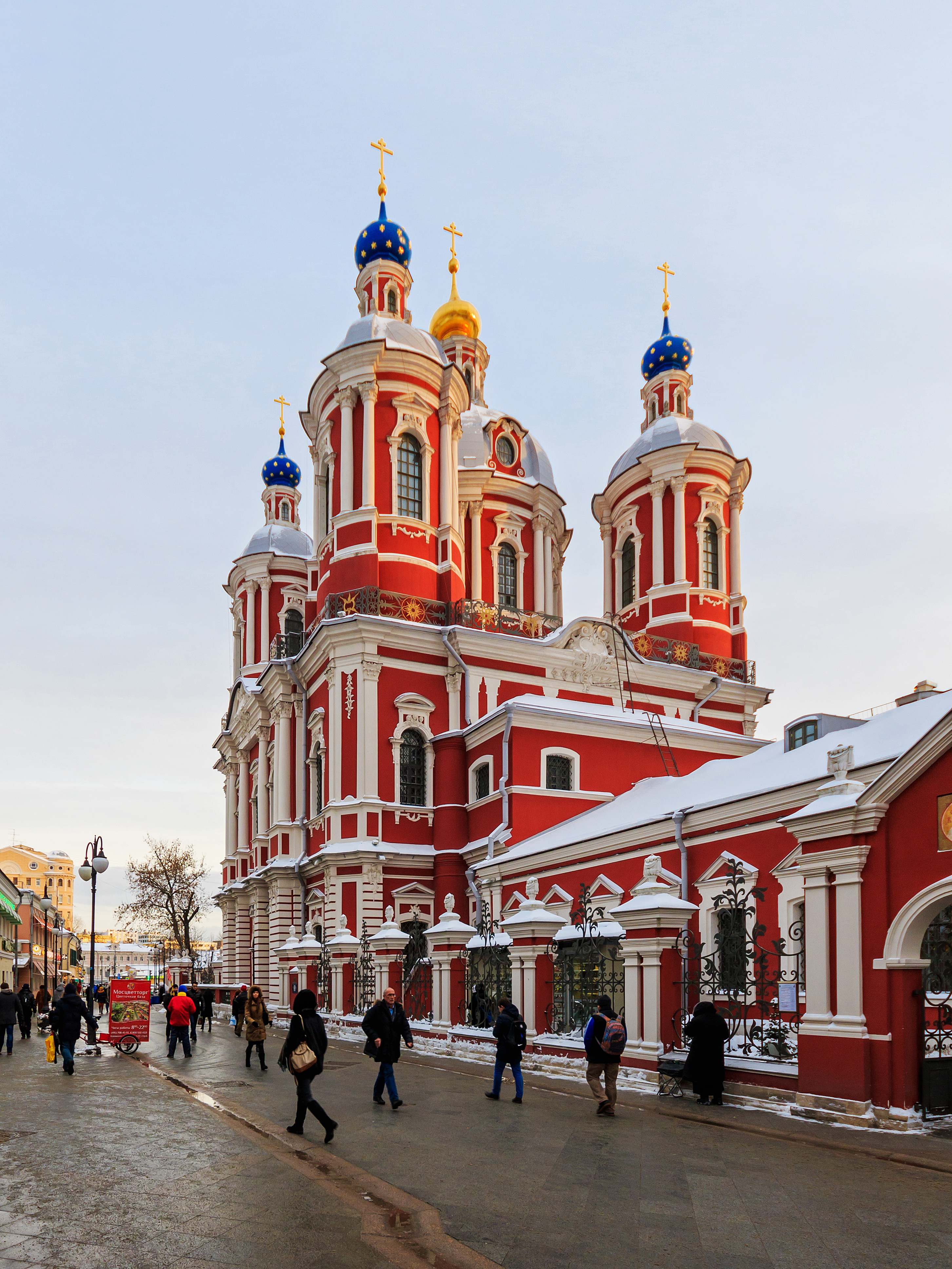
Igreja de São Clemente

Igreja de São Clemente, ou oficialmente Igreja do Papa Clemente de Roma (em russo: Церковь Климента Папы Римского; romaniz.: Tserkov Klimenta Papy Rimskogo) é uma igreja ortodoxa russa localizada em Moscou.